# Атоны

Область астероидов группы Атона выделена зелёным

Атоны — группа околоземных астероидов, чьи орбиты пересекают земную орбиту с внутренней стороны (их расстояние от Солнца в афелии больше перигелийного расстояния Земли, Q > 0,983 a.e., но большая полуось ещё меньше земной a < 1 a.e.). Таким образом, хотя их орбиты в целом по-прежнему находятся внутри земной орбиты, они уже начинают пересекать её в области перигелия Земли. Согласно сложившейся традиции эта группа астероидов была названа в честь своего первого открытого представителя, — астероида (2062) Атон, который был обнаружен в январе 1976 года и, как и большинство других астероидов этой группы (за исключением (3753) Круитни), назван в честь одного из древнеегипетских богов.
Всего на данный момент (сентябрь 2012 года) известно о наличии 758 астероидов данной группы, из них 118 присвоены порядковые номера, а девять имеют собственные имена. Это намного больше, чем у родственных им астероидов из группы Атиры, чьи орбиты полностью находятся внутри орбиты Земли — их известно всего 17. Столь большое различие в количестве астероидов объясняется тем, что они иногда оказываются от Солнца дальше, чем Земля и их становится возможным наблюдать в ночное время суток. Учитывая малые размеры этих тел (у наиболее крупного всего 3,4 км) обнаружить их ночью на фоне тёмного неба куда легче, чем астероиды группы атиры, которые появляются над горизонтом лишь незадолго перед рассветом или сразу после захода Солнца и легко теряются в его лучах на фоне ещё светлого неба. 
Поэтому, чем дальше за пределы земного перигелия удаляется астероид, тем проще осуществлять его наблюдение, что во многом зависит от степени вытянутости орбиты. При этом он не обязательно будет пересекать орбиту Земли вблизи её перигелия, а может и вовсе уходить далеко за её пределы во внешнее пространство. Ярким примером является астероид (137924) 2000 BD19, который из-за значительного эксцентриситета (0,89), пересекает орбиты всех четырёх планет земной группы: в момент прохождения своего перигелия он проникает внутрь орбиты Меркурия, приближаясь к Солнцу до расстояния в 0,092 а.е., а в момент прохождения афелия проникает за орбиту Марса, удаляясь от Солнца до расстояния в 1,660 а.е. 
Астероиды этой группы регулярно пересекают орбиту Земли, поэтому являются потенциально опасными (англ. PHO). Но при этом важно понимать, что далеко не все астероиды группы Атона обязательно пересекают орбиту Земли: в большинстве случаев пересечение имеет место лишь в проекции на плоскость эклиптики, а в пространстве орбиты лишь скрещиваются. Наклон орбит у Атонов колеблется от 0 до 56,1 °, а среди нумерованных астероидов наибольший наклон 51 ° имеет астероид (162483) 2000 PJ5.
| Наименование (обозначение) | Большая полуось {\displaystyle a(a.e.)} | Перигелий {\displaystyle q(a.e.)} | Афелий {\displaystyle Q(a.e.)} | Эксцентриситет {\displaystyle e} | Наклон {\displaystyle i} |
| -------------------------- | --------------------------------------- | --------------------------------- | ------------------------------ | -------------------------------- | ------------------------ |
| (2062) Атон                | 0,97                                    | 0,79                              | 1,14                           | 0,18                             | 18,9 °                   |
| (2100) Ра-Шалом            | 0,83                                    | 0,47                              | 1,20                           | 0,44                             | 15,8 °                   |
| (2340) Хатхор              | 0,84                                    | 0,46                              | 1,22                           | 0,45                             | 5,9 °                    |
| (3362) Хуфу                | 0,99                                    | 0,53                              | 1,45                           | 0,47                             | 9,9 °                    |
| (3554) Амон                | 0,97                                    | 0,70                              | 1,25                           | 0,28                             | 23,4 °                   |
| (3753) Круитни             | 1,00                                    | 0,48                              | 1,51                           | 0,51                             | 19,8 °                   |
| (5381) Сехмет              | 0,95                                    | 0,67                              | 1,23                           | 0,30                             | 49,0 °                   |
| (99942) Апофис             | 0,92                                    | 0,75                              | 1,10                           | 0,19                             | 3,3 °                    |
| (136818) Селкет            | 0,94                                    | 0,61                              | 1,26                           | 0,35                             | 12,8 °                   |

В связи с небольшими размерами этих астероидов, на сегодняшний день физические характеристики атонов определены плохо. По классификации SMASSII спектральный класс у астероидов этой группы определён не более чем для тридцати объектов, а по классификации Tholen — всего для трёх.
Поскольку большая полуось этих астероидов не может превышать 1 а. е., то значение периода обращения атонов вокруг Солнца колеблется от полугода и вплоть до года, в случае орбитального резонанса с Землёй 1:1, как у астероида (3753) Круитни.
Следует отметить, что в Центре малых планет используется несколько иная классификация, значения афелия и перигелия считают равными единицы, а астероиды группы Атиры рассматривают лишь как подгруппу астероидов типа Атона.

## Сближение с Землёй
Орбиты Атонов находятся вблизи земной орбиты. Из-за потенциального риска столкновения с Землёй они представляют интерес для исследователей. В декабре 2004 года одному из представителей группы Атона, астероиду  2004 MN4 впоследствии получившему имя (99942) Апофис, был присвоен рейтинг 2, потом 4 балла из 10 по Туринской шкале астероидной опасности, однако сохраняла уровень 1 до августа 2006, когда её понизили до 0. Согласно расчётам, возможное столкновение может произойти 13 апреля 2029 года. Впоследствии расчёты, проведённые несколькими независимыми группами астрономов, снизили угрозу до нуля.